# Онейогоу, Грета
Грета Ада Онейогоу (англ. Greta Adah Onieogou; род. 14 марта 1991, Ленинград, СССР) — канадско-американская актриса кино и телевидения русского происхождения, наиболее известная по фильмам «Бейсбольная лихорадка» (2005), «Опасная игра Слоун» (2016) и сериалу «Настоящий американец» (2018).

## Биография
Грета Онейогоу родилась в России, в Санкт-Петербурге. Её отец из Нигерии, мать из России. Когда Грете было пять лет, её семья переехала из России в Канаду, где она начала учить английский язык и ходить в школу. Грета свободно говорит на русском и английском языках.

## Карьера
Грета начала актёрскую карьеру в возрасте четырнадцати лет, получив свою первую роль в фильме «Бейсбольная лихорадка» (2005). Перед тем как в 2018-м получить роль Лейлы Китинг в сериале «Настоящий американец» (2018), Онейогоу также проходила пробы на роль Оливии Бейкер. На финальном прослушивании она представила монологи обоих персонажей и была определена на роль Лейлы Китинг.

## Фильмография
| Год       | Кинокартина/Телесериал                                                 | Роль                          |
| --------- | ---------------------------------------------------------------------- | ----------------------------- |
| 2005      | Бейсбольная лихорадка (англ. Fever Pitch)                              | Тэмми (Tammy)                 |
| 2006      | Деграсси: Следующее поколение (англ. Degrassi: The Next Generation)    | Сирина (Sirina)               |
| 2006      | Естественно, Сэйди (англ. Naturally, Sadie)                            | Тина (Tina)                   |
| 2009      | День Виктории (англ. Victoria Day)                                     | Сара (Sara)                   |
| 2011      | Moe                                                                    |                               |
| 2007—2015 | Хартленд (англ. Heartland)                                             | Сороя Дюваль (Soroya Duval)   |
| 2015      | Герои: Возрождение. Тёмные Материи (англ. Heroes Reborn: Dark Matters) | Али (Aly)                     |
| 2016      | Опасная игра Слоун (англ. Miss Sloane)                                 | Грета (Greta)                 |
| 2017      | Шиттс Крик (англ. Schitt's Creek)                                      | спикер городского совета      |
| 2017      | Выкуп (англ. Ransom)                                                   | Кери Мэдсен (Keri Madsen)     |
| 2017      | Расследования Мердока (англ. Murdoch Mysteries)                        | Темис (Themis)                |
| 2017      | Дедушка под прикрытием (англ. Undercover Grandpa)                      | Энджи Вагнер (Angie Wagner)   |
| 2017      | Расследования Фрэнки Дрейк (англ. Frankie Drake Mysteries)             | Элси Томпсон (Elsie Thompson) |
| 2018      | Работающие мамы (англ. Workin' Moms)                                   | Молодая девушка #2            |
| 2018      | Типа моя жена (англ. Imposters)                                        | Портье                        |
| 2018      | Энн (англ. Anne with an E)                                             | Рут (Ruth)                    |
| 2018—2020 | Настоящий американец (англ. All American)                              | Лейла Китинг (Layla Keating)  |